# ノーロードファンド
ノーロードファンド（英語: No-load Fund）とは、販売手数料がかからない投資信託のこと。無手数料と記載される場合もある。
日本では、ミリオン、マネー・マネージメント・ファンド(MMF)、マネー・リザーブ・ファンド(MRF)、中期国債ファンドなどが、アメリカ合衆国などではインデックスファンドを中心に種類は多い。日本では、1996年にスーパーバリューオープン（2008年8月10日に満期償還済）が、上記を除いて初めてのノーロードファンドとして誕生した。その後、種類を増やしている。
販売手数料は販売会社が自由に設定できるため、同じ投資信託でも証券会社によっては販売手数料がかかっても、他証券会社ではノーロードということもある。